# جوریس کولینت
جوریس کولینت (انگلیسی: Joris Colinet؛ زادهٔ ۲۷ سپتامبر ۱۹۸۲) بازیکن فوتبال اهل فرانسه است.